# Аристарх Лентулов
Ариста̀рх Васѝлиевич Ленту̀лов (на руски: Аристарх Васильевич Лентулов) е руски художник и сценограф.

## Биография
Роден е на 16 януари (4 януари стар стил) 1882 година в Чорная Пятина, Пензенска губерния, в семейството на свещеник. Учи рисуване в Пенза, Киев, Санкт Петербург и Париж. Включва се активно в авангардистките групи от началото на XX век, участва в кръга „Вале каро“ в Москва. От 1919 година преподава във ВХУТЕМАС, от 1937 година е професор в Московския художествен институт.
Аристарх Лентулов умира на 15 април 1943 година в Москва.

## Галерия
- Небозвон
- Жена с китара, 1913
- Портрет на съпругата и дъщерята на художника, 1915
- Булевард Тверский, 1917
- Александра Хохлова, 1919